# República del Congo en los Juegos Olímpicos de Seúl 1988
La República del Congo estuvo representada en los Juegos Olímpicos de Seúl 1988 por siete deportistas, cinco hombres y dos mujeres, que compitieron en atletismo.
El portador de la bandera en la ceremonia de apertura fue el atleta Jean-Didiace Bémou. El equipo olímpico congoleño no obtuvo ninguna medalla en estos Juegos.